# Mount Vernon (Indiana)
Mount Vernon és una població dels Estats Units a l'estat d'Indiana. Segons el cens del 2000 tenia 7.478 habitants.

## Demografia
Segons el cens del 2000, Mount Vernon tenia 7.478 habitants, 3.027 habitatges, i 2.058 famílies. La densitat de població era de 1.173,7 habitants/km².
Dels 3.027 habitatges en un 33,4% hi vivien nens de menys de 18 anys, en un 52,4% hi vivien parelles casades, en un 12% dones solteres, i en un 32% no eren unitats familiars. En el 28,5% dels habitatges hi vivien persones soles el 13,5% de les quals corresponia a persones de 65 anys o més que vivien soles. El nombre mitjà de persones vivint en cada habitatge era de 2,43 i el nombre mitjà de persones que vivien en cada família era de 2,97.
Per edats la població es repartia de la següent manera: un 26,1% tenia menys de 18 anys, un 8% entre 18 i 24, un 27,9% entre 25 i 44, un 23,1% de 45 a 60 i un 14,8% 65 anys o més.
L'edat mediana era de 38 anys. Per cada 100 dones de 18 o més anys hi havia 88 homes.
La renda mediana per habitatge era de 36.543$ i la renda mediana per família de 49.432$. Els homes tenien una renda mediana de 40.045$ mentre que les dones 22.790$. La renda per capita de la població era de 19.264$. Entorn del 10,5% de les famílies i el 12,5% de la població estaven per davall del llindar de pobresa.

## Poblacions més properes
El següent diagrama mostra les poblacions més properes.